# European Golf Association
De European Golf Association (EGA) is een vereniging waar Europese, nationale golffederaties lid van kunnen worden.
De EGA is tijdens een bijeenkomst in Luxemburg opgericht in 1937, maar het kantoor is in Épalinges bij Lausanne gevestigd. In 2007 zijn 38 landelijke federaties bij de EGA aangesloten, waaronder de Nederlandse Golf Federatie.

## EGA handicap
In 1994 wordt besloten dat de EGA een eigen handicap commissie moet krijgen. In 1995 wordt de Handicap & Course Rating Commissie geïnstalleerd, en deze commissie heeft het EGA handicapsysteem uitgewerkt. Per 1 januari 2000 werd dit ingevoerd.

## Wedstrijdschema
De EGA onderhoudt contacten met de nationale golffederaties over de planning van toernooien om een goede agenda te kunnen vaststellen.

## Order of Merit voor amateurs
De EGA houdt een Order of Merit bij van amateurs die internationale wedstrijden spelen. Sinds 2005 gebeurt dit ook voor de dames. Hiervoor werden in 2007 de gegevens van 82 toernooien verwerkt.